# داجي
داجي (بالصينية: 妲己) (بالإنجليزية: Daji) (بالـبينيين: Dájǐ) (بالـويد–جيلز: Ta2-chi3)، كانت القرينة المفضلة للملك تشو من شانغ، آخر ملوك أسرة شانغ في الصين القديمة. يتم تصويرها على أنها روح الثعلب الخبيثة في الأساطير وكذلك الروايات. يبدو أن تعريفها كروح ثعلب نشأ على الأقل من أسرة تانغ. تم نشر هذه القصة في أعمال مثل وو وانج فا تشو بينج هوا (武王伐紂 平 話)، وتنقيب الآلهة وسجلات الممالك الشرقية تشو. تعتبر مثالاً كلاسيكيًا على كيف يمكن أن تتسبب المرأة الجميلة في سقوط سلالة في الحضارة الصينية.
في عهد سلالة سونغ الحاكمة، أصبحت طوائف روح الثعلب، بما في ذلك تلك المكرسة لداجي، محظورة، لكن قمعها لم ينجح. على سبيل المثال، في عام 1111، صدر مرسوم إمبراطوري لتدمير العديد من الأضرحة الروحية داخل كايفنغ، بما في ذلك الخاصة بداجي.

## السيرة الشخصية
كانت داجي من عائلة نبيلة تسمى سو (蘇) من ولاية يوسو (有 蘇). ومن ثم، فهي معروفة أيضًا باسم سو داجي. في وقت ما خلال فترة حكمه المبكرة غزا الملك تشو ملك شانغ يوسو وحصل على داجي كجائزته. في فنغ شين يان يي، كانت ابنة سو هو (蘇 護)؛  في الفصول المبكرة، قُتلت بروح ثعلبة (هولي جينغ) عمرها ألف عام امتلكت جسدها قبل أن تصبح خليلة للملك تشو.
أصبح الملك تشو مفتونا للغاية بداجي وبدأ يهمل شؤون الدولة من أجل البقاء معها. لقد استخدم أي وسيلة ضرورية للتوصل ببراعة معها وإرضائها. أحبت داجي الحيوانات حتى انه بنى لها شانكدو حيواني به العديد من الأنواع النادرة من الطيور والحيوانات. كما أمر الفنانين بتأليف رقصات موسيقية وكوريغراف راقص لإرضاء ذوقها الموسيقي. جمع 3000 ضيف في حفلة واحدة لينغمسو في «بركة الكحول» و «غابة اللحم». سمح للضيوف بلعب لعبة القط والفأر عارون في الغابة لتسلية داجي. عندما احتجت إحدى محظيات الملك تشو، ابنة اللورد جيو، أعدمها الملك تشو. كان طحن والدها وتغذى توابع الملك تشو على لحمه.
وكانت أعظم متعة لداجي هو سماع الناس تبكي في العذاب الجسدي. ذات مرة، رأت مزارعًا يمشي حافيًا على الجليد وأمرت بقطع قدميه حتى تتمكن من دراستها ومعرفة سبب مقاومتها لدرجة الحرارة المنخفضة. في مناسبة أخرى، أمرت بفتح بطن المرأة الحامل حتى يرضي فضولها لمعرفة ما حدث في الداخل. للتحقق من القول المأثور أن «قلب الرجل الصالح لديه سبع فتحات»، حصلت على قلب الوزير بي جان (عم الملك تشو) وقامت بفحصه.
اشتهرت داجي باختراعها لطريقة التعذيب المعروفة باسم (<i id="mwQg">Paolao</i> 炮烙). يتم تسخين الأسطوانة البرونزية المغطاة بالزيت بالفرن الذي يحتوي على الفحم أسفله حتى تصبح جوانبه ساخنة للغاية. ثم تجبر الضحية على السير فوق أسطوانة التسخين ببطء، وتجبر على تحريك قدميها لتجنب الحرق. السطح الزيتي يجعل من الصعب على الضحية الحفاظ على موقفه وتوازنه. إذا سقط الضحية في الفحم أدناه فسيتم إحراقه حتى الموت. يتم إجبار الضحية على الرقص والصراخ في عذاب قبل أن يموت بينما يضحك الملك تشو وداجي في فرحة.
أُعدمت داجي بأمر من الملك وو تشو بعد سقوط أسرة شانغ بناءً على نصيحة جيانغ زيا.

## في الأدب

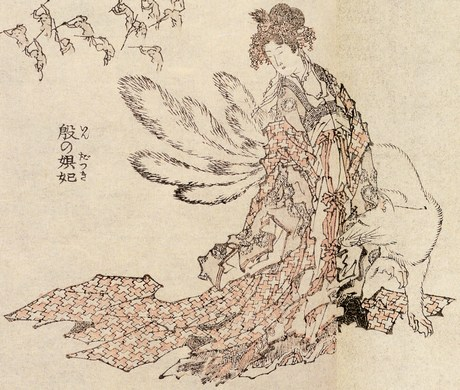
تصوير داجي في مانغا هوكوساي

ظهرت داجي في الرواية الصينية تنقيب الالهة (Fengshen Yanyi) باعتبارها خصمًا رئيسيًا. كانت أول مفسد ظهر لسلالة شانغ المتراجعة في الرواية. قدمها والدها سوهو للملك تشو من شانغ كعرض استرضائي بعد اندلاع النزاع المسلح بين القوات العسكرية لسو وشانغ.
في إحدى الليالي قبل إرسال داجي إلى عاصمة زاوغ، تملكتها روح ثعلب شرير ذو تسع ذيول (تُعرف أيضًا باسم ثعلبة عمرها ألف عام). عندما وصلت داجي إلى تشاوجي، أصبحت مركز اهتمام الملك تشو وتسببت في أن يكون الملك مهووسًا بها. أهمل الملك تشو شؤون الدولة للحفاظ على البقاء معها وتجاهل نصيحة رعاياه. كان Yunzhongzi أول رجل يتصرف ضد داجي عن طريق منح الملك سيفًا سحريًا من خشب الخوخ مما يجعل داجي مريضة ويقتلها في نهاية المطاف. ارتفعت فوق الصفوف من محظية صغيرة لتصبح ملكة بناء على محاباة الملك تجاهها.
تم إلقاء اللوم على داجي في سقوط سلالة شانغ عن طريق إفساد الملك تشو والتسبب في إهماله شؤون الدولة والحكم بالطغيان والاستبداد. أدى هذا في نهاية المطاف إلى تراجع السلالة والفوضى على نطاق واسع. أثار طغيان الملك تشو غضب الناس واستياءهم، الذين ثاروا في النهاية في ثورة ضده بقيادة الملك وو من تشو. بعد سقوط أسرة شانغ، تم طرد داجي من قبل جيانغ زيا (المعروف أيضا باسم جيانغ تايجونج) وتوفيت في نهاية المطاف.